# Artur Donigiewicz
Artur Donigiewicz (ur. 16 sierpnia 1983) – polski koszykarz, występujący na pozycjach rzucającego obrońcy oraz niskiego skrzydłowego.

## Osiągnięcia
Drużynowe
- Awans z:
  - Rosą Radom do:
    - I ligi (2010)
    - najwyższej klasy rozgrywkowej TBL (2012)

  - GTK Fluor Gliwice do I ligi (2014)
  - AWF Katowice do I ligi (2008)

Indywidualne
- Najlepszy Polski Debiutant PLK (2013 według dziennikarzy)[1][2]
- Uczestnik konkursu wsadów podczas meczu gwiazd I ligi (2011)
- Lider I ligi w blokach (2012)